# Ormoni ipotalamico-pituitari
Gli ormoni ipotalamo-ipofisari sono ormoni che vengono prodotti dall'ipotalamo e dalla ghiandola pituitaria. Sebbene gli organi in cui vengono prodotti sono relativamente piccoli, gli effetti di questi ormoni ricadono su tutto il corpo. Essi possono essere classificati come asse ipotalamo-ipofisi (asse HP) di cui gli assi HPA, HPG e HPT sono derivati.
|                    | HPT axis | HPA axis  | HPG axis                   | Crescita | Allattamento            |
| Ormoni ipotalamici | TRH      | CRH       | GnRH                       | GHRH     | Dopamina (inibitore)    |
| Ormoni pituitari   | TSH      | ACTH      | LH e FSH                   | GH       | Prolattina              |
| Organi bersaglio   | Tiroide  | Surrene   | Gonadi (Testicoli o Ovaie) | Fegato   | Ghiandola mammaria      |
| Ormoni             | Tiroxina | Cortisolo | Testosterone o estradiolo  | IGF-1    | Latte (nessun feedback) |

È possibile che la funzione di questi ormoni possa essere modificata dall'attività fisica.